# Tarnawce
Tarnawce est une localité polonaise de la gmina de Krasiczyn, située dans le powiat de Przemyśl en voïvodie des Basses-Carpates.